# Huitième circonscription du Nord de 1852 à 1863
La huitième circonscription du Nord était l'une des huit circonscriptions législatives françaises que comptait le département du Nord pendant les onze premières années du Second Empire.

## Description géographique et démographique
La huitième circonscription du Nord était située à la périphérie de l'agglomération d'Avesnes. Située entre la Belgique et les arrondissements de Valenciennes et de Cambrai, la circonscription est centrée autour de la ville de Avesnes-sur-Helpe. 
Elle regroupait les divisions administratives suivantes : Canton d'Avesnes-sur-Helpe-Nord ; Canton d'Avesnes-sur-Helpe-Sud ; Canton de Bavay ; Canton de Berlaimont ; Canton de Landrecies ; Canton de Maubeuge ; Canton du Quesnoy-Est ; Canton du Quesnoy-Ouest ; Canton de Solre-le-Château et le Canton de Trélon.
Lors du recensement général de la population en 1851 à la suite du décret du 1er février de cette année, la population totale de cette circonscription est estimée à 145 040 habitants.

## Historique des députations
| Législature     | Début de mandat  | Fin de mandat   | Député élu                 | Parti politique       | Observations |
| --------------- | ---------------- | --------------- | -------------------------- | --------------------- | ------------ |
| Ire législature | 29 février 1852  | 28 février 1853 | Werner de Merode           | Opposition dynastique |              |
| Ire législature | 4 septembre 1853 | 29 mai 1857     | Hippolyte Godard-Desmarest | Majorité dynastique   |              |
| 2e législature  | 21 juin 1857     | 4 novembre 1863 | Hippolyte Godard-Desmarest | Majorité dynastique   |              |